# Trzyszczowate

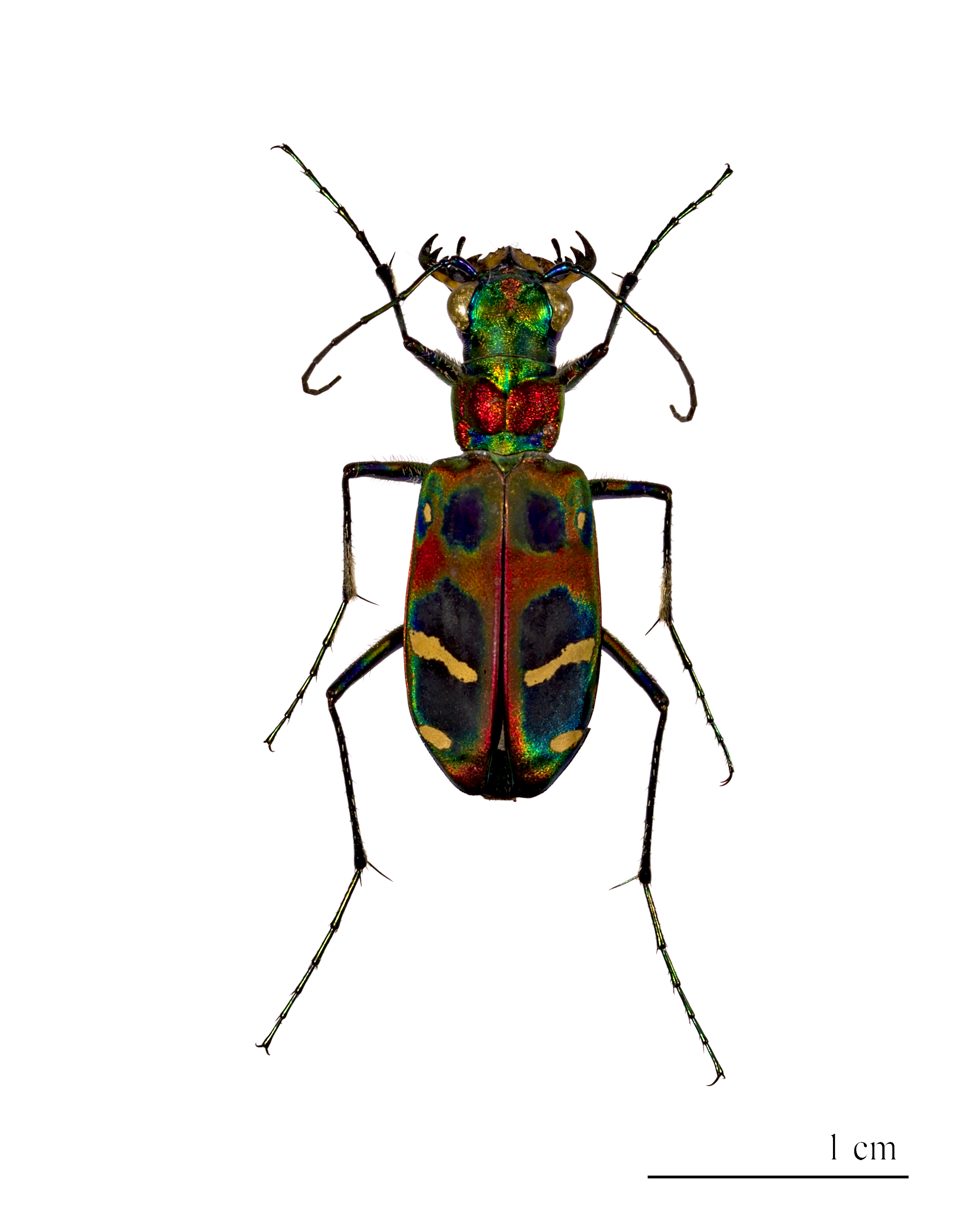
Cicindela chinensis

Trzyszczowate (Cicindelinae) – podrodzina owadów z rzędu chrząszczy licząca ok. 2600 gatunków, wcześniej klasyfikowana jako rodzina Cicindelidae, obecnie zaliczana do biegaczowatych (Carabidae).
Członkowie tej podrodziny to średniej wielkości chrząszcze będące zajadłymi drapieżnikami, uparcie ścigającymi swą zdobycz. Dzięki smukłym nogom i wydłużonym stopom mogą się bardzo szybko poruszać i są to najszybsze owady biegające po ziemi. Potrafią też stosunkowo dobrze latać. Poruszają się jakby krótkimi skokami, a największą sprawność ruchu osiągają w czasie upału. Swoją zdobycz tropią dzięki bardzo dobremu wzrokowi w dużych wypukłych oczach. Głowa jest szersza od przedplecza. Szczeciniaste długie czułki wychodzą znad żuwaczek. Mocne i ostro uzębione żuwaczki mają sztyletowate trzy ząbki na wewnętrznej krawędzi. Ubarwienie pokryw jest zielone lub brunatne o metalicznym połysku. Na tym tle występują jasne plamy w formie poprzecznych niepełnych pasków.
Ich larwy także są drapieżnikami, które na swoją zdobycz czekają w wydrążonych w glebie pionowych norkach. Dzięki dwóm mocnym haczykom wyrastającym na piątym segmencie ich odwłoka silnie trzymają się ścianek norki i mogą wciągnąć do niej nawet dość dużą  zdobycz.  
Zarówno larwy jak i dorosłe są pod całkowitą ochroną, gdyż jako drapieżne polifagi niszczą wiele szkodników roślin. Z ok. 2600 gatunków w Polsce żyje tylko kilka, a w tym trzyszcz leśny (Cicindela silvatica), trzyszcz polny (Cicindela campestris), trzyszcz piaskowy (Cicindela hybrida) i rzadki trzyszcz górski (Cicindela sylvicola).
Trzyszczowate żyją przede wszystkim w regionach tropikalnych, polują głównie na mrówki, ich ofiary mogą być kilkukrotnie większe od nich. Niektóre gatunki wykorzystują organ tympanalny do odbierania dźwięków wydawanych przez nietoperze w ramach echolokacji.